# Waynesboro (Mississippi)
Waynesboro település az Amerikai Egyesült Államok Mississippi államában, Wayne megyében, melynek megyeszékhelye is. Lakosainak száma 4567 fő (2020. április 1.).

## Népesség
A település népességének változása:

| 2010 | 5 043 |
| 2020 | 4 567 |